# ルートヴィヒ・シュトルヴェルク

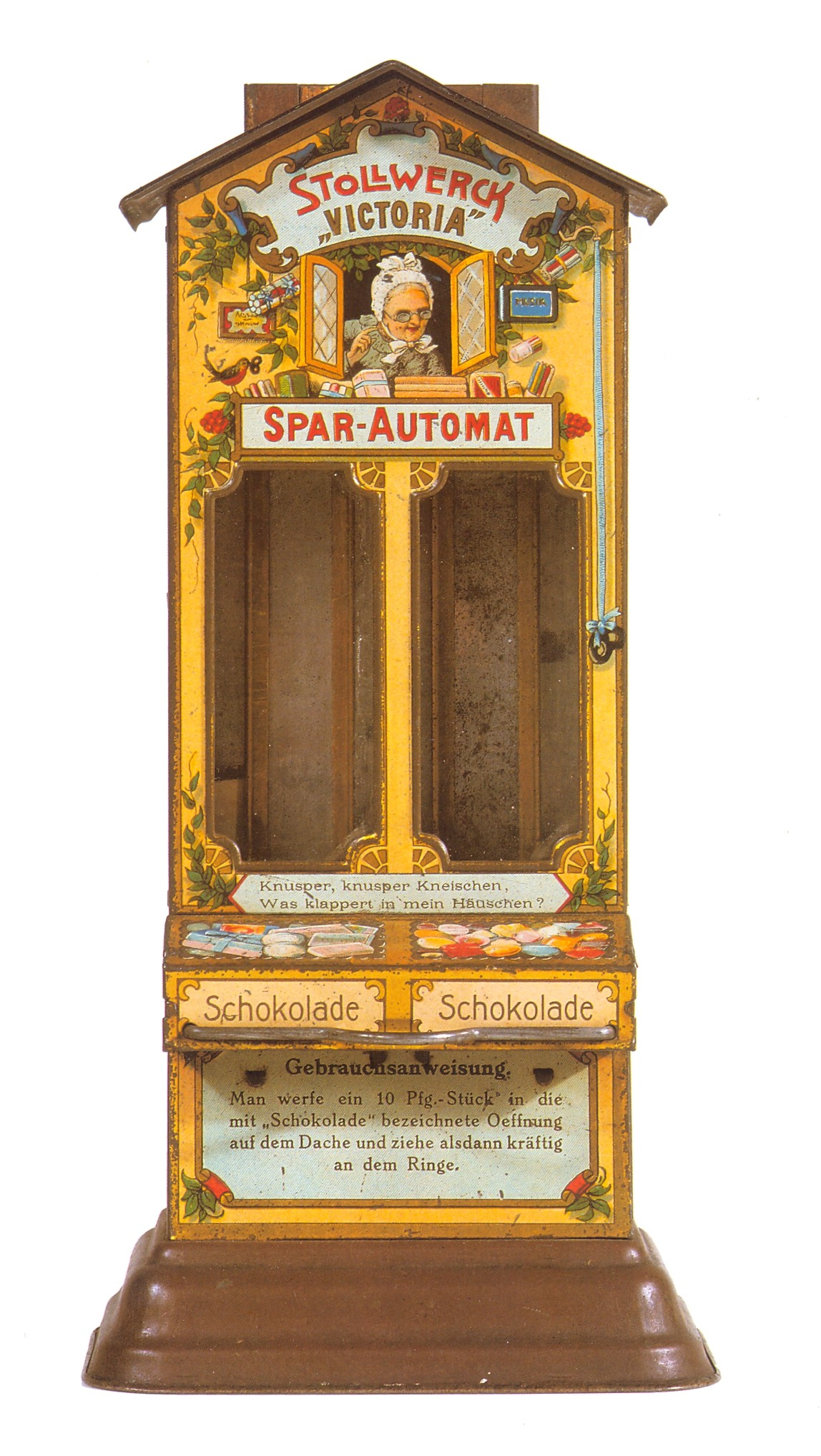
自動販売機(1905年)

ルートヴィヒ・シュトルヴェルク（Ludwig Stollwerck、1857年1月22日 - 1922年3月12日）はドイツの実業家。チョコレートの販売に自動販売機を開発させて使用した。

## 略歴
ケルンのチョコレート製造業者、フランツ・シュトルヴェルクの息子に生まれた。他の兄弟たちと同じように早くから家業に加わり、16歳で見習いとして働いた。国外に出て外国語を学ばせる父親の方針でフランス、イギリス、アメリカに商売を広げる役目を与えられた。国外で広告の仕方を研究し、ロンドンの取引相手の貿易会社で働いた後、1881年に兄のアルベルトが経営する会社に戻り、共同経営者になり宣伝の責任者となった。兄のアルベルトが1883年に急死したのでチョコレート工場の経営を引き継いだ。海外支店網の構築や品質の管理方法や製造技術の革新などで、会社を発展させた。
1886年にアメリカ合衆国を訪れた時、スロットマシンを見て、シュトルヴェルクはチョコレートを自動販売機で販売するというアイデアを思い付いた。ドイツに戻ると機械メーカーと交渉を始め、ベルリンの機械会社と契約し、最初の自動販売機は1889年に完成した。1893年までにはすでに15,000台の機械でチョコレートが販売され、1800万個のチョコレートが自動販売機で売られた。1894年にDeutschen Automatengesellschaft Stollwerck & Co. (DAG) という会社を設立し、切符や香水やトイレット・ペーパーといったチョコレート以外の自動販売機を開発し、DAGによってベルリンには自動販売機だけのレストランが作られた。
自動販売機以外にも1893年にドイツで屋外の宣伝目的の「ホーロー看板」の使用を始め、そのための会社も設立した